# Nakamigawa Hikojirō

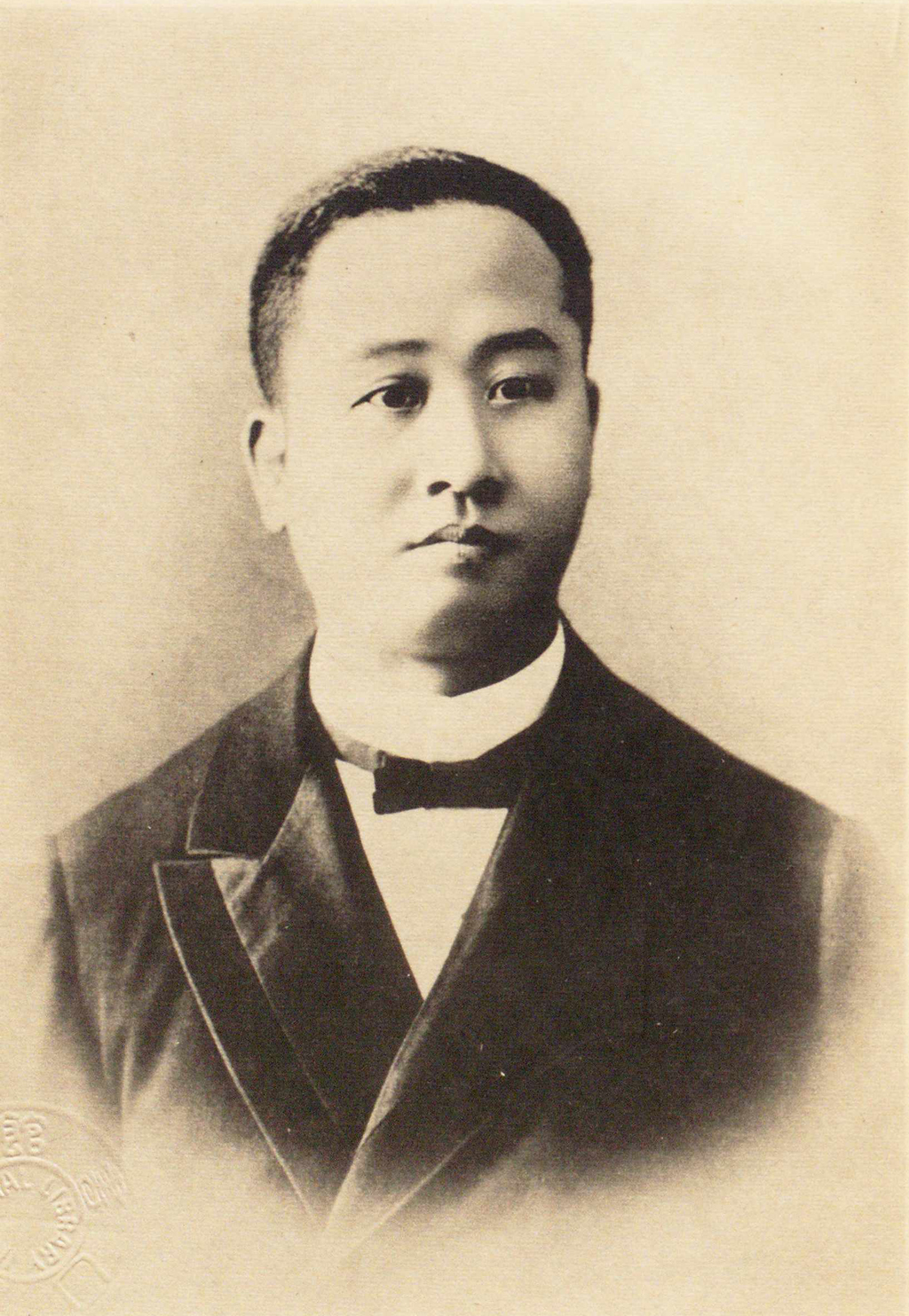
Nakamigawa Hikojirô

Nakamigawa Hikojirō (japanisch 中上川 彦次郎; geb. 4. Oktober 1854 in Nakatsu (Provinz Buzen); gest. 7. Oktober 1901) war ein japanischer Unternehmer, der maßgeblich am Aufbau des modernen Mitsui-Konzerns beteiligt war.

## Leben und Werk
Nakamigawa Hikojirō war ein Neffe von Fukuzawa Yukichi, dem großen Reform Japans zu Beginn der Meiji-Zeit 1868. Nakamigawa studierte an dessen Lehranstalt „Keiō Gijuku“, der späteren Keiō-Universität und dann in England. 1878 begann er für die Regierung zu arbeiten. Er gab diese Arbeit jedoch im Zusammenhang mit der politischen Krise 1881 wieder auf. Ab 1882 gab er für Fukuzawa die Zeitung „Jiji Shimpō“ (時事新報) heraus.
1887 übernahm Nakamigawa die Leitung der San’yō-Eisenbahngesellschaft und wirkte als deren Präsident bis 1891. Während dieser Zeit führte Nakamigawa radikal neue Management-Formen. 1891 wurde er Direktor der Mitsui-Bank und wurde darüber hinaus mit der Reorganisation der Mitsui-Gesellschaften beauftragt. Bis zu seinem Tode führte er dann das Mitsui-Firmenkonglomerat in diesen Entwicklungsjahren zum Weltunternehmen. Neben der Verbesserung des Managements baute er die Abhängigkeit von Staatsaufträgen ab und investierte in moderne Industrieprodukte. Er wird daher auch „Erneuerer von Mitsui“ (三井中興の祖, Mitsui chūkō no so) genannt.